# پاول هارتک
پاول کارل ماریا هارتک (Paul Karl Maria Harteck) زادهٔ ۲۰ ژوئیه ۱۹۰۲، درگذشت ۲۲ ژانویه ۱۹۸۵، یک دانشمند شیمی‌فیزیک اهل آلمان بود. هارتک در سال ۱۹۴۵ در طی عملیات اپسیلون توسط بریتانیایی‌ها و آمریکایی‌ها به دلیل مشکوک بودن به همکاری با نازی‌ها در ساخت سلاح اتمی، بازداشت شد و به همراه تنی چند از دانشمندان دیگر در یک مزرعه که مکالمات در آن شنود می‌شد، برای شش ماه، زندانی شد.

## آموزش و کار
هارتک از ۱۹۲۱ تا ۱۹۲۴، در دانشگاه وین و دانشگاه هومبولت برلین، شیمی خواند. او مدرک دکتری اش را در ۱۹۲۶ دریافت کرد. او از ۱۹۲۶ تا ۱۹۲۸ به عنوان کمک استاد با آرنولد اویکن همکاری می‌کرد.
در ۱۹۳۳ هارتک با ارنست رادرفورد در دانشگاه کمبریج همکاری می‌کرد. او در ۱۹۳۴ به آلمان بازگشت و مسئول بخش شیمی فیزیک دانشگاه هامبورگ شد. در ۱۹۳۷ او مشاور بخش نظامی (HWA) شد. در آوریل ۱۹۳۹ هارتک و همکارش ویلهلم گراث دربارهٔ کاربردهای بالقوهٔ زنجیرهٔ واکنش‌های هسته‌ای اظهار نظر کردند. از آن سال بخش زیر نظر او بر پژوهش پیرامون جداسازی ایزوتوپ اورانیم تمرکز کرد. در ۱۹۴۰ به کاربرد آب سنگین به عنوان آرام کننده نوترون پرداخت.
هارتک در ۱۹۳۷ و ۱۹۵۲ نامزد دریافت جایزهٔ نوبل شیمی شد.